# Божа Мелкус
Боривој Божа Мелкус (Нови Сад, 8. јул 1922) бивши је политичар. Био је градоначелник Новог Сада у период 1957—1962.

## Биографија
Рођен у Новом Саду 1922. године, по очевој жељи напустио школу и у његовој фирми "Фабрика машинских кајшева" почео да изучава занат. Шеф новосадског представништва Матејка понудио му је да изучи за трговца, што је он прихватио и уз рад завршио и два разреда Трговачке школе. Наклоњен левичарском покрету, деловао је у Урсовим синдикатима, због чега је био хапшен. Био је најпре члан Градског комитета СКОЈ-а, затим и политички секретар, а 1947. организациони секретар Градског комитета КПЈ. 
Завршио је политичку школу ЦК Србије 1949-1950. у Београду и тамо је постављен за заменика министра, најпре за угоститељство и туризам, затим за дрвну индустрију. 
Од посебног је значаја био његов рад на дужности градоначелника Новог Сада, од 1957. до 1962. Пре тога био је потпредседник 1955-1957, у време начелниковања Тодора Јовановића, када је имао прилику да, уз искусног и способног руководиоца, сазнаје од колике је важности да се град као комплексан организам хармонично развија у свим сегментима. Посебан значај придавао је Урбанистичком заводу и убрзању рада на Генералном урбанистичком плану и стварању услова за несметану стамбену, комуналну и привредну изградњу. Подигнута је зграда неуропсихијатрије, пет нових здравствених станица, даље су дизане основне школе и дечји вртићи, а општина је давала свој допринос изградњи универзитетског града. Завршена је прва фаза хотела "Парк" и почео се обликовати главни булевар од станице до моста "Слобода".
Последње године радног века провео је на раду у Покрајинској конференцији ССРН на пословима заштите и унапређења животне средине и пензионисан 1981. године.